# Faia Younan
Faia Younan (arabisk: فايا يونان; født 20. juni 1992 i Al-Malikiyah, Syrien) er en assyrisk-syrisk sangerinde, som anses for at være den første mellemøstlige kunstner nogensinde til at crowdfunde sin debut. Hun slog igennem med poesi- og sangvideoen "To our countries" på YouTube i 2014. Hendes første album, A Sea Between Us, blev udgivet i 2017 og indeholder ni sange, inklusiv singlen "Ohebbou Yadayka".
Hun var med på singlen "Busted and Blue" (Faia Younan Special)" fra det virtuelle band Gorillaz', som optræder på to versioner af deres Humanz (2017) album. I 2016 optrådte hun på Roskilde Festival.
Younan blev født i en landsby i al-Malikiyah og voksede op i byen Aleppo. Som elleveårig flyttede hun til Sverige med sin familie og bosatte sig der, indtil hun i 2010 flyttede til Skotland for at studere samfundsvidenskab på University of Glasgow. I foråret 2015 besluttede hun sig for at blive professionel sangerinde og flyttede til Beirut i Libanon for at starte sin arabiske musikkarriere. Hun bor i dag i Södertälje og taler taler flydende svensk, engelsk, arabisk og aramæisk.

## Diskografi

### Album
- A Sea Between Us (2017)
- Tales of the Heart (2019)